# مسابقات والیبال قهرمانی زنان آسیا ۲۰۲۳
والیبال قهرمانی زنان آسیا در سال ۲۰۲۳، بیست و دومین دوره مسابقات قهرمانی والیبال زنان آسیا خواهد بود، که در یک تورنمنت بین‌المللی والیبال دوسالانه از طرف کنفدراسیون والیبال آسیا تحت عنوان (ای وی اس) با انجمن والیبال تایلند تحت عنوان (تی وی ای) برگزار می‌گردد. این مسابقات قرار است از تاریخ ۳۰ آگوست تا ۶ سپتامبر ۲۰۲۳ در ناکون راتچاسیما، تایلند برگزار شود.

## راه‌یابی
براساس قوانین کنفدراسیون والیبال آسیا، حداکثر ۱۶ تیم در تمام رویدادهای ای وی سی انتخاب خواهند شد که به شرح ذیل است؛
- ۱ تیم برای کشور میزبان
- ۱۰ تیم بر اساس رتبه نهایی دوره گذشته
- ۵ تیم از هر یک از ۵ ناحیه (با یک تورنمنت مقدماتی در صورت نیاز) مشارکت می‌نمایند.

### راه‌یافته‌ها
کنفدراسیون والیبال آسیا اینگونه بیان کرد که در ابتدا ۱۴ تیم مشارکت می‌کردند که قرار شد در مسابقات شرکت کنند.
| رویداد(ها)           | رویداد(ها)        | تاریخ          | مکان  | تعداد | راه‌یافته(ها)                                                        |
| -------------------- | ----------------- | -------------- | ----- | ----- | ------------------------------------------------------------------- |
| کشور میزبان          | کشور میزبان       | ۲۰ دسامبر ۲۰۲۲ | N/A   | ۱     | تایلند                                                              |
| قهرمانی آسیا ۲۰۱۹    | قهرمانی آسیا ۲۰۱۹ | ۱۸–۲۵ اوت ۲۰۱۹ | سئول  | ۸     | ژاپن · کرهٔ جنوبی · چین · قزاقستان · تایوان · ایران · استرالیا · هند |
| سهمیه مستقیم منطقه‌ای | آسیای مرکزی       | ۲ فوریه ۲۰۲۳   | N/A   | ۱     | ازبکستان                                                            |
| سهمیه مستقیم منطقه‌ای | شرق آسیا          | ۲ فوریه ۲۰۲۳   | N/A   | ۲     | هنگ کنگ · مغولستان                                                  |
| سهمیه مستقیم منطقه‌ای | جنوب شرقی آسیا    | ۲ فوریه ۲۰۲۳   | N/A   | ۲     | فیلیپین · ویتنام                                                    |
| مجموع                | مجموع             | مجموع          | مجموع | ۱۴    |                                                                     |

## گروه‌بندی
تیم‌ها بر اساس رتبه گذشته خود در دو جایگاه نخست هر استخر به دنبال سیستم سرپانتین قرار می‌گیرند. ای وی سی این حق را برای خود محفوظ می‌دارد که بدون در نظر گرفتن رتبه‌بندی گذشته، میزبان‌ها را تحت عنوان سرپرست گروه ای منصوب نماید. بعد از آن کل تیم‌هایی که در این رقابت‌ها حضور نداشتند، برای گرفتن موقعیت‌های موجود در خطوط باقی‌مانده قرعه‌کشی شدند. هر گروه بیش از ۳ تیم از یک انجمن منطقه ای ندارد. قرعه کشی در بانکوک، تایلند در تاریخ ۱۶ مارس ۲۰۲۳ برگزار شد.
رده‌بندی والیبال قهرمانی زنان آسیا ۲۰۱۹ در داخل پرانتز به جز میزبان و تیم‌هایی که شرکت ننمودند آشکار گردیده که آنها با علامت (–) مشخص شده‌اند.
گروه‌ها
| Seeded Teams                                                                                                | گلدان ۱                                                                          |
| --- | -------------------------------------------------------------------------------- |
| تایلند (میزبان) · ژاپن (1) · کرهٔ جنوبی (3) · چین (4) · قزاقستان (5) · تایوان (6) · ایران (7) · استرالیا (۹) | هند (10) · هنگ کنگ (11) · مغولستان (–) · فیلیپین (–) · ازبکستان (–) · ویتنام (–) |

بعد از قرعه کشی
| گروه A   | گروه B | گروه C    | گروه D   |
| -------- | ------ | --------- | -------- |
| تایلند   | ژاپن   | کرهٔ جنوبی | چین      |
| استرالیا | ایران  | تایوان    | قزاقستان |
| مغولستان | هند    | ویتنام    | هنگ کنگ  |
| —        | —      | ازبکستان  | فیلیپین  |

## محل برگزاری
| Assigned matches        | Assigned matches |
| ----------------------- | ---------------- |
| ناخون راچاسیما، تایلند  |                  |
| تالار کورات چاچای (KCH) | MCC Hall (MCC)   |
| ظرفیت: ۵٬۰۰۰            | ظرفیت: نامعلوم   |
|                         |                  |